# Pietreni, Vâlcea
Pietreni este un sat în comuna Costești din județul Vâlcea, Oltenia, România.

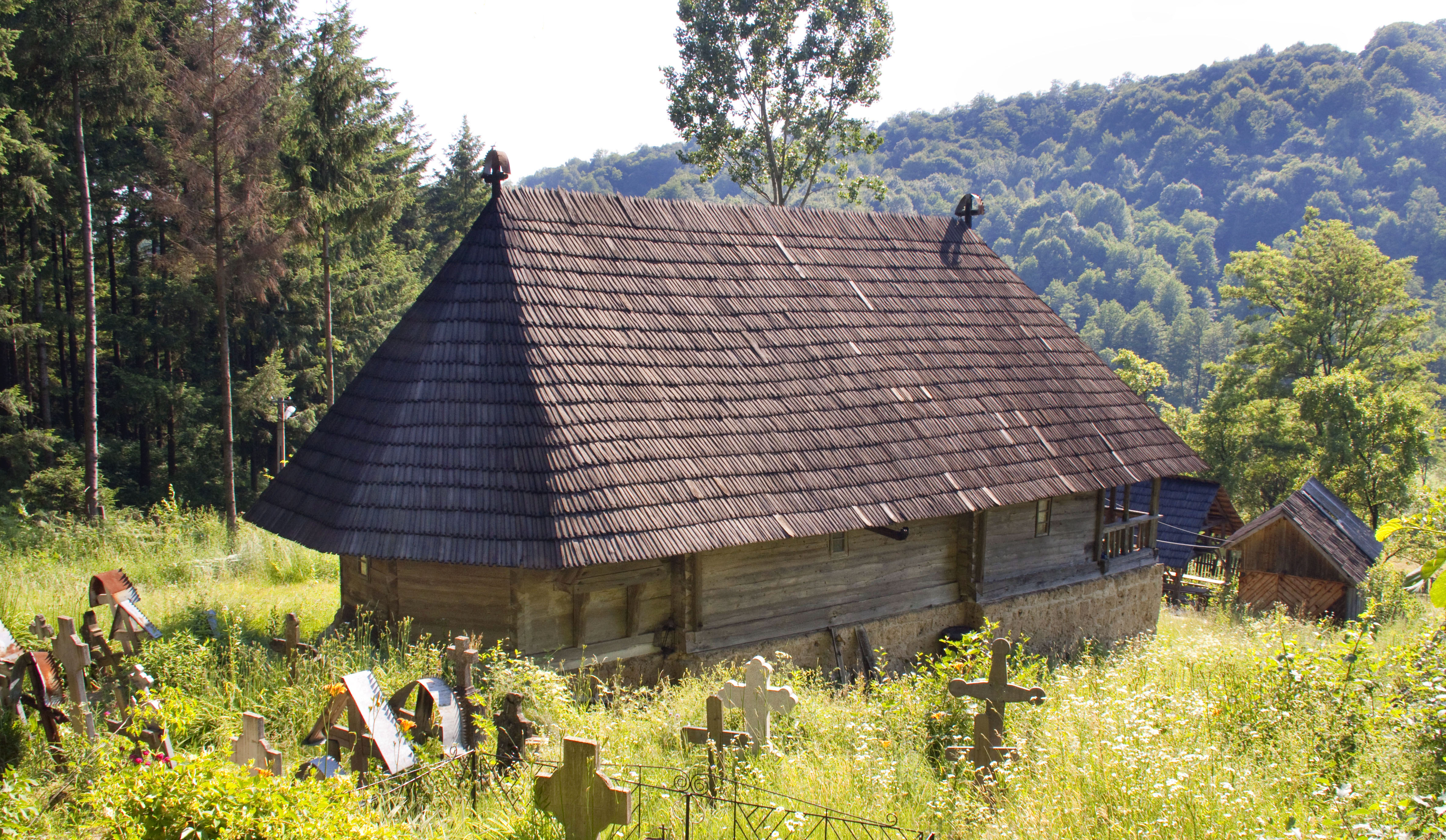
Biserica de lemn din Grămești

Satul Pietreni face parte din comuna Costești județul Vâlcea, fiind poziționat în extremitatea nord-estică a comunei, la poalele munților Arnota și Cacova din masivul muntos Buila-Vânturarița.

## Locație
Accesul în localitate se face numai pe drumuri modernizate, urmând șoseaua națională DN67, Râmnicu Vâlcea-Târgu Jiu, până la kilometrul 40, după care se accesează circa 2 km DJ646, Costești-Bistrița-Arnota, iar de la intersecția acestuia din centrul comunei cu DJ 646A, Costești-Pietreni-Bărbătești, mai sunt de parcurs, spre dreapta, 4 km până în centrul civic al satului (scoală, dispensar, unități comerciale). Satul Pietreni se află la o distanță de 46 km de Râmnicu Vâlcea, 12 km de orașul Horezu și 34 km de orașul Băbeni. 
Satul Pietreni are în componența sa cătunele Ciorobești, Gruiețe, Pietreni și Ruget, mărginindu-se la sud cu satul Costești, la est cu satul Bărbătești la nord-est cu orașul Băile Olănești, la nord cu comuna Malaia iar la vest, cu satul Bistrița.
Este un sat specific de munte, zona locuibilă ocupând o treime din suprafața satului și se poziționează în microdepresiunea Pietrenilor (ca parte integrantă a depresiunii Horezu), ce are ca limite dealurile Viei(632 m) și Târsa (618 m) la vest, Vârful Stogul(697 m) și Dealul Pădurea Mare (807 m) la sud, dealurile Padeșul(637 m), Albina(917 m) și Scărișoara (921 m) spre est iar la nord, muntele Arnota (1184 m) și muntele Cacova (1407 m). Partea de nord a satului (circa 2/3 din suprafața sa) este situată în plin relief muntos: după ce se depășește bariera calcaroasă a munților Arnota și Cacova prin defileul Pietrenilor, arealul este mărginit la vest de Culmea Prislopului și muntele Neteda (1756 m), la nord, de munții Lespezi (1819 m), Scânteia (1685 m) și Curmătura Comarnicelor (1570 m), iar la est, de munții calcaroși Vânturarița(1885 m), Buila(1849 m) și Piatra(1643 m).

## Geologie
Munții situați între hotarul nordic al localității și culmea muntoasă Arnota-Buila-Vânturarița au o structură geo-morfologică ce are la bază formațiunile cristaline autohtone numite și "seria de Lotru" cu o vechime de peste 200 milioane ani, intercalate cu roci sedimentare mai noi(circa 100 milioane ani), adică situate între carbonifer și cretacicul de mijloc. Pe ansamblu se constată o mare diversitate de roci: șisturi cristaline filitoase, granite, gresii, conglomerate sedimentare. Culmea muntoasă Arnota-Buila-Vânturarița are un caracter singular și inedit în peisajul montan al Pietrenilor, fiind alcătuită exclusiv din calcare jurasice cu o vechime de aproximativ 136 milioane ani, prezetând un aspect peisagistic deosebit, incluzându-se în ultimii ani într-un parc național, ce îi poartă numele. În zona locuită a satului și caracterizată prin roci sedimentare, cele mai vechi dintre acestea (de formațiune cretacic-paleogenă) sunt situate imediat la contactul cu calcarele sudice ale muntelui Buila, fiind urmate de roci tot sedimentare, neogene, ce intră în componența celor două culmi deluroase ce mărginesc râul Costești.

## Hidrografia
Rețeaua hidrografică este bine dezvoltată, localitatea fiind tributară râului Costești, ale cărui izvoare își au obârșia în muntele Scânteia. În zona muntoasă, spre sud, primește următorii afluenți: Comarnice, Cracul lui Ignat (Neteda), Voiceasa, Izvorul cu Rugi, Ghelălău, Izvorul Larg (Curmăturii) și izvorul Cacovei. În zona locuibilă a satului primește în ordine, afluenții: pe partea dreaptă, Valea Bisericii(sau 44 de izvoare)iar pe partea stângă, Valea Morii, Valea Albinei, Valea Caselor, Valea Adâncă și Valea Gugului. Râul are un bazin hidrografic de circa 20 kmp și are o altitudine medie în munte de 1153 m. La ieșirea din Cheile Pietrenilor râul are un debit de 0,2-0,4 mc/sec (vara, toamna și iarna) și de 0,5-2 mc/sec (primăvara) iar debitul mediu multianual este de 0,654 mc/sec. Începând din anul 2007, izvoarele râului au fost captate în punctul Prislop, fiind deviate spre microhidrocentrala situată pe râul vecin Bistrița, în punctul Întrerâuri.

## Clima și precipitații
Clima localității este temperat-continentală, cu vizibile influențe sub-mediteraneene în zona de contact a satului Pietreni cu munții Arnota și Cacova-Buila, în special la intrarea în defileul râului Costești. Ca și în restul comunei Costești de care aparține administrativ, temperatura medie anuală este ce circa 10,3 °C, temperatura medie a lunii august fiind de 20 °C iar a lunii ianuarie de 10 °C. Excepție face zona sudică, la contactul baza munților sus-menționați,unde temperaturile medii pot crește cu 1-2 °C, relieful calcaros favorizând înmagazinarea și apoi eliberarea căldurii diurne ce are ca efect, de exemplu, înflorirea pomilor fructieri primăvara cu circa 7-10 zile față de restul zonei, iar castanul cu fructe comestibile este frecvent întâlnit la poalele muntelui. Temperaturile extreme au atins valori de 35 °C vara în zona locuită și de minus 25-27 °C iarna (în zona muntoasă). Primul îngheț se semnalează de regulă în intervalul 26 septembrie - 15 noiembrie iar ultimul îngheț în intervalul 10-15 aprilie. Dat fiind relieful scarificat al localității, clima se schimbă o dată cu creșterea altitudinii. Astfel, la altitudini cuprinse între 600-1600 m, temperaturile medii anuale scad de la 8-6 °C la 6-4 °C, pentru ca la altitudini de peste 1800 m, temperatura medie anuală să se situeze la nivelul de 4-2 °C. La nivelul localității, se semnalează un număr de 180 zile noroase pe an iar numărul zilelor cu strat de zăpadă are o medie de 75-100 zile în zona locuită și de 110-140 zile în zona montană. Circulația aerului în zona submontană a satului Pietrni este predominantă pe direcția nord-sud, date fiind diferențele mari de altitudine și când aerul mai cald din vatra satului tinde în permanrnță să fie înlocuit de aerul montan, mai rece, în orice anotimp. În zona montană cu altitudini de peste 1600 m, circulația aerului este predominantă pe direcția vest-est, vara și pe direcția est-vest, iarna.
Regimul precipitațiilor este de asemenea influențat de relief și altitudine, prezentând în acest sens diferențieri semnificative. În sudul localității, spre hotarul cu satul Costești, precipitațiile ajung la o medie de 870 mm pe an dar în zona de contact cu masivul muntos precipitațiile depășesc frecvent 900 mm pe an.Cele mai multe precipitații, între 1000-1200 mm pe an se produc la altitudinile de peste 1400 m. La poalele masivului muntos, luna cea mai secetoasă este februarie, cu o medie de circa 50-60 mm (80 mm la altitudini înalte)iar luna iunie este cea mai ploioasă, cu 120-140 mm precipitații(160 mm la munte). În lunile foarte calde de vară se produc frecvente "ruperi" de nori, producându-se viituri periculoase ale râului Costești ce străbate localitatea. Menționăm viitura din data de 12 august 1955, când în decurs de o oră s-au monitorizat precipitații de 102,4 mm și care au dus la modificarea pe alocuri a albiei râului sau, viitura din data de 12 august 2002, provocată de 54,5 mm precipitații între orele 5-8 AM, ce au afectat multe din loturile riverane ale sătenilor.

## Flora și fauna
Flora și fauna Pietrenilor este diversificată și specifică zonei împădurite muntoase ce-i ocupă peste 85% din teritoriu iar la intrarea dinspre sud în Cheile râului Costești întâlnim endemisme ale florei de sorginte submediteraneană. Precum un brâu întins dinspre est spre vest, la limita sudică a satului întâlnim arealele bine împădurite numite Padeș(fag și castanul comestibil), Pădurea Mare(fag, gorun și molid)și Vârful Stogul(fag secular). În aceste păduri se întâlnesc cerbi, căpriori, mistreți, bursuci, vulpi și, în ultimii ani,lupi. Flora submediteraneană, întâlnită în punctul numit Cârligele Mici de la intrarea în Cheile Costeștilor, este reprezentată de tufișurile de cetină cu negi abrucate pe pereții calcaroși inaccesibili ai defileului, de garofițele de stâncă, micsandrele de stâncă, iedera albă, ceapa sălbatică, ghioceii galbeni și tufișurile mojdreni. Pădurile montane, încadrate în etajul subalpin situat între altitudinile de 600-1200 metri, sunt situate pe fețle sudice și nordice a munților Arnota , Cacova și Piatra precum și pe culmile muntoase situate de-o parte și de alta a traseului montan al râului Costești și a afluenților săi (Prislop, Târnicior, Valea Largă, Comarnice, Cracul lui Ignat). Esențele seculare de fag și gorun au fost exploatate "la ras"în anii 1965-1980, zona fiind apoi reîmădurită cu esențe de fag și molid care în zilele noastre au ajuns la un diametru de aproximativ 20-25 cm, departe de a mai fi exploatabile. În luminișuri crește zmeurul, murul, afinul, socul de munte și salcia căprească. De-o parte și de alta a râului și a afluenților săi crește arinul comun și arinul de munte, smeurul și murul, feriga, feriguța, urzica, mătrăguna, măcrișul iepurelui, fragul, floarea paștelui și ghiocelul. Desigur în acest etaj arboricol se întâlnesc frecvent diverse specii de ciuperci comestibile: mănătarca,gălbiorul, bureții cu lapte, vineciorul dar si specii periculoase de ciuperci otrăvitoare. Fauna este bine reprezentată de către urs, mistreț, râs, jder, căprior și cerb. Etajul subalpin situat, între 1200-1600 m, este ocupat de către pădurile de molid și brad exploatate forestier între anii 1920-1930, azi complet refăcute. Aici întâlnim o faună reprezentată prin urs, cocoșul de munte, acvila țipătore, ciocănitoarea mare, șopârla de munte, vipera neagră, șoarecele vărgat. În fine, etajul alpin cuprinde plaiurile Neteda și Scânteia, cu pajiști înierbate cu țepoșică, păiușul roșu, și iarba mieilor, printre care crește afinul, jnepenul și mușchiul de turbă. Aici doar ursul se încumete să ajungă vara, când turmele de mioare urcă la pășunat.

## Istorie
Istoricul localității este atestat din punct de vedere arheologic încă din epoca de început a bronzului (circa 2500-2000 ani î.H.). Astfel, în punctul Cârlige de la baza muntelui Cacova a fost descoperit întâmplător un topor de aramă cu gaură de înmănușare în prima jumătate a secolului XX, care ulterior s-a pierdut. La circa 4km depărtare, în cătunul Ferigile al satului vecin Costești au fost descoperiți în anul 1958, de către arheologul Alexandru Vulpe, cinci tumuli cu urme de ceramică, tot din aceeași epocă a bronzului. În același sat Costești, dar și în peșterile situate la circa 3 km pe valea râului Bistrița, s-au descoperit vase ceramice din culturile Coțofeni (aproximativ de la sfârșitul anilor 2000 î.H.), Glina (circa 2000-1700 î.H)și Verbicioara (1700-1100 î.H.). Arheologul vâlcean Gheorghe Petre-Govora descoperă în anul 1965 în perimetrul satului, pe pantele muntelui Arnota, fragmente de ceramică și arme din fier (vârfuri de suliță)datate din perioada hallstattiană a epocii fierului (circa 650-450 î.H.). De altfel, necropolele hallstattiene, deci din epoca fierului, descoperite între anii 1956-1965 la Ferigile și Bistrița din comuna Costești, renumite pe plan național, atestă din plin continuitatea locuirii permanente a actualului perimetru al satului Pietreni încă de la stabilirea primilor locuitori în aceste locuri, în negurile istoriei. Din perioada geto-dacică (secolul II-I Î.H. ) datează un tezaur de monede descoperite tot în satul vecin Bistrița în anii 1961-1962, iar din perioada imperială romană datează tezaurele descoperite în apropiere, lângă mănăstirea Horezu și în satul Dobriceni (secolele I și II d.H.). În sfârșit, același arheolog Alexandru Vulpa descoperea în perimetrul necropolei hallstattiene de la Ferigile o fibulă și o brățară romană datând din secolele III-IV d. H. iar arheologul Gh. Petre-Govora și prof. Aurelian Stioican scoteau la iveală în aceeași perioadă o fibulă digitală din bronz datată din secolele VI-VII D.H., adică din perioada de început a năvălirilor barbare slave pe teritoriul localității. 
Între secolele VII-XIII arealul Horezu-Costești a cunoscut năvălirile barbare, în special slavi dar și pecenegi sau cumani, aceștia lăsându-și amprenta asupra toponimiei, hidronimiei și antroponimiei locale. Dar dintre satele costeștene, Pietrenii au păstrat cel mai mult vechile toponime dacice, datorită poziționării sale mai greu accesibile, de sub muntele Buila: Târsa, Ciorobești, Prislop, etc. În secolul XIII teritoriile aferente arealului horezan erau integrate cnezatului lui Litovoi, ucis în luptele cu ungurii din anul 1271. Legenda spune că localitățile Bărbătești, Dobriceni și Costești ar fi fost întemeiate de către Bărbat (fratele lui Litovoi) și oștenii săi Dobre și Costea, ce se întorceau din prizonierat pe sub poalele Builei...
Prima atestare istorică scrisă a satului Târsa (vechea denumire a satului Pietreni de până la anul 1800) apare la data de 11 octombrie 1512 în hrisovul dat de către domnitorul Neagoe Basarab, prin care se stipula achiziționarea de către banul Barbu Craiovescu a unor moșii în acest sat: „Din mila lui dumnezeu, Io Basarab voievod și domn a toată țara Ungrovlahiei, fiul marelui Basarab voievod. Dă domnia mea această poruncă a domniei mele cinstitului vlastelin al domniei mele, întâiul sfetnic, lui jupan Barbul Ban, ca să-i fie Târsa, oricât este partea lui Neagotă și partea nepoților săi Dragomir și Stanciul... Pentru aceasta am dat domnia mea lui jupan Barbu Ban, ca să-i fie lui Târsa de ocină și de ohabă lui, fiilor lui și nepoților și strănepoților și de nimeni neclintit, după porunca măriei mele... Io, Basarab Voievod, din mila lui Dumnezeu domn ” Nu după mult timp, banul dona aceste proprietăți Mănăstirii Bistrița, ctitoria sa de suflet. Prin hrisovul din data de 4 aprilie 1528 dat de către voievodul Radu de la Afumați, și banul Pârvu Craiovescu cumpără la rându-i moșii în satul Târsa, donându-le aceleiași Mănăstirii Bistrița. Asfel, Târsa devine primul sat costeștean aservit puternicei mănăstiri. Îi va urma la rând în anul 1556 satul Văratici și satul Costești, în anul 1601! De-abia după 352 de ani, după Unirea Principatelor, vor reuși localnicii satului Pietreni să iasă de sub tutela mănăstirii... De menționat este faptul că în acea perioadă, atât satul Pietreni cât și apa Costeștilor și Muntele Arnota purtau aceeași denumire, adică Târsa. 
Viața religioasă a satului s-a desfășurat în jurul bisericilor situate în cătunele Pietreni și Ciorobești. Cea mai veche, biserica din Pietreni a fost construită din zid în anul 1701 de către ieromonahul Ștefan, egumenul mănăstirii Bistrița, fiind cunoscută sub denumirea de Schitul de Supiatră, ce era inițial metoh al mănăstirii vecine. Schitul va fi zugrăvit abia în anul 1763, prin grija proegumenului Grigore de la aceiași mănăstire și cu cheltuiala preotului Pătru Schiteanu. Schitul deservea cătunele Pietreni, Mejdini și Ruget. Anterior aici existase o mai veche biserică sau schit, din lemn. Tot în anul 1701 a fost început și primul pomelnic al schitului, iar în anul 1876 a fost început un nou pomelnic al acestei biserici. Ambele s-au păstrat până în zilele noastre. În anul 1750 a fost ridicată biserica din zid din cătunul Ciorobești de către arhimandritul Antonie al Mănăstirii Bistrița și zugrăvită de către Danciul Zugrav și ucenicii săi. Biserica deservea cătunele Gruiețe și Ciorobești. Și de la această biserică a rămas posterității un pomelnic, început mai târziu, în anul 1874.
În timpul ocupației Olteniei de către austrieci (1718-1739), ocupanții au cartografiat satul Târsa sub denumirea de satul Schitul Piatra, ceea ce prefigura denumirea de Pietreni dată satului, mai târziu. După înfrângerea austriecilor, satul și schitul a fost prădat de oștenii turci iar spre sfârșitul aceluiași secol, de către oștenii austrieci ce făceau dese incursiuni, peste munții din nordul satului.

## Vezi și
- Biserica de lemn din Grămești